# 未来への遺産
『未来への遺産』（みらいへのいさん）は、1974年3月から1975年12月にNHK総合テレビで放送された大型シリーズ企画のドキュメンタリー番組である。

## 概要
NHKの放送開始50周年記念番組として放送された。放送時間は概ね月1回、木曜日の19:30 - 20:30（JST）。文明の盛衰をテーマに各国の文化遺産の取材を行い、7組の取材班が44カ国・150の文化遺産を取材した。取材にあたっては、この番組が文化財保護のアピールになるとして、ユネスコや各国政府の協力を得た。この番組にはドラマの制作担当であった吉田直哉がスタッフに加わり、吉田の発想から「古代の幻影」が番組の随所に登場し、これに佐藤友美が起用された。例として、プロローグの『失われた時への道』ではエジプトの砂漠の中で天を仰いで2000年も横たわっている巨大な石像の傍らに幻影が現れた。1970年から1975年まで放送されていた『70年代われらの世界』とともに、1976年より放送開始した『NHK特集』の前身のような番組だと位置づけられる。

## キャスト・スタッフ
- ナレーター：和田篤（アナウンサー）[1]
- 幻影：佐藤友美[1]
- 音楽：武満徹[1]
- テーマ曲演奏：NHK交響楽団
- テーマ曲指揮：岩城宏之

## タイトル
- プロローグ：失われた時への旅（1974年3月22日放送）
- 第2回：天は語らず 大地をして語らしむ（1974年4月25日放送）
- 第3回：天は語らず 廃墟をして語らしむ（1974年5月30日放送）
- 第4回：天は語らず 人をして語らしむ（1974年6月20日放送）
- 第5回：誰がどんな情念で（1） -巨石との関係-（1974年9月26日放送）
- 第6回：誰がどんな情念で（2） -密度を求めて-（1974年10月31日放送）
- 第7回：誰がどんな情念で（3） -この沈黙の遺跡-（1974年11月28日放送）
- 第8回：はるかなる伝言（1） -石の言葉・砂の物語-（1974年12月26日放送）
- 第9回：はるかなる伝言（2） -聖なるかたち-（1975年2月27日放送）
- 第10回：壮大な交流（1） -シルクロード-（1975年3月27日放送）
- 第11回：壮大な交流（2） -陶磁の道-（1975年4月24日放送）
- 第12回：壮大な交流（3） -剣をもった場合-（1975年5月29日放送）
- 第13回：ヴィーナス 彼女の周辺（1975年8月28日放送）
- 第14回：心のなかの宇宙（1975年9月25日放送）
- 第15回：破壊・修復・再体験（1975年10月30日放送）
- 紀行 第1集：サハラの白い巨人 -タッシリの先史画廊-（1975年11月26日放送）
- 紀行 第2集：密林の神々 マヤの子孫ラカンドン（1975年12月3日放送）
- 総集編 第1集：いずこよりいずこへ（1975年12月25日放送）
- 総集編 第2集：語り継ぎ歌い伝えて（1975年12月26日放送）